# Alchemilla indurata
Alchemilla indurata é uma espécie de rosácea do gênero Alchemilla, pertencente à família Rosaceae.